# Orchocladina
De Orchocladina vormen een orde binnen de klasse der Demospongiae (gewone sponzen) en bevat ongeveer 58 soorten. Er is verder maar weinig bekend over deze orde.